# Primulina heterotricha
Primulina heterotricha là một loài thực vật có hoa trong họ Tai voi (Gesneriaceae). Loài này có ở Hải Nam (Trung Quốc) và được Elmer Drew Merrill mô tả khoa học đầu tiên năm 1934 dưới danh pháp Chirita heterotricha. Năm 2011, Y.Dong & Yin Z.Wang chuyển nó sang chi Primulina.